# Nguyễn Văn Tuyên (nhạc sĩ)
Nguyễn Văn Tuyên (1909-2009) là một nhạc sĩ người Việt Nam. Các buổi biểu diễn nhạc cải cách trước công chúng của ông được xem là mốc khởi đời cho nền tân nhạc Việt Nam, dù trước ông đã một số ca khúc nhạc cải cách được sáng tác.

## Nguyễn Văn Tuyên và tân nhạc Việt Nam
Cho tới nay hầu hết những nhà phê bình đều đã công nhận ca khúc đầu tiên của tân nhạc Việt Nam là bài Cùng nhau đi Hồng binh của Đinh Nhu sáng tác 1930. Trước khi sáng tác bài Cùng nhau đi Hồng binh, Đinh Nhu đã từng viết lời ca mới cho nhiều bài hát cách mạng dựa theo các điệu hát nước ngoài. Sau Cùng nhau đi Hồng binh, cũng có nhiều nhạc sĩ khác bắt đầu sáng tác ca khúc như Bẽ bàng (1935), Nghệ sĩ hành khúc (1936) của Lê Yên, Tiếng sáo chăn trâu (1935), Bên hồ liễu (1936), Bóng ai qua thềm (1937) của Văn Chung, Xuân năm xưa (1936) của Lê Thương.
Tuy nhiên, tân nhạc chỉ thực sự hình thành vào năm 1938 được đánh dấu bởi buổi biểu diễn của Nguyễn Văn Tuyên trình bày chính tác phẩm của ông ở Hà Nội.
Nguyên Văn Tuyên sinh năm 1909 ở Huế. Ông được học nhạc Tây từ lúc nhỏ, tự học căn bản từ những sách giáo khoa về lý thuyết âm nhạc của Pháp. Năm 1936 ông di cư vô Sài Gòn và trở thành người Việt duy nhất tham gia hội Ái Nhạc (Philharmonique) ở Sài gòn. Ông bắt đầu hát nhạc Tây và đoạt được cảm tình của báo chí và radio (truyền thanh). Năm 1937 ông phổ bài thơ Kiếp Hoa của bạn ông Nguyễn Văn Cổn và viết thành ca khúc đầu tay cùng tên. Thống đốc Nam Kỳ (Cochinechina) khi đó Pagès nghe ông hát và mời ông du lịch tới Pháp để tiếp tục học nhạc nhưng Nguyễn Văn Tuyên từ chối vì lý do gia đình. Thay vì vậy ông lại đề nghị và được thống đốc Pagès tài trợ đi một vòng Việt Nam để quảng bá những bài nhạc mới này.
Năm 1938, Nguyên Văn Tuyên có những buổi biểu diễn và diễn thuyết ở Huế, Hải Phòng và Hà Nội. Những bài hát đầu tiên của ông khi đó là Kiếp hoa, Bông cúc vàng và Anh hùng ca. Sau đó tờ Ngày Nay của Nhất Linh đã xuất bản một vài tác phẩm của Nguyễn Văn Tuyên cùng với của các nhạc sĩ khác. Nguyễn Văn Tuyên tiếp tục trình diễn ở Hải Phòng và Nam Định cho những khán giả nhiệt tình.
Những bài hát đó bắt đầu lan truyền phổ biến, các nhóm Myosotis và Tricéa cùng các nhạc sĩ khác cũng bắt đầu tung ra những ca khúc của mình. Tân nhạc Việt Nam hình thành.
Theo đánh giá của các nhà phê bình, tuy là người khai sinh ra tân nhạc, nhưng những sáng tác của Nguyễn Văn Tuyên không thực sự có giá trị nghệ thuật cao, nên với thời gian chúng đã bị quên lãng.
Ông qua đời ngày 30 tháng 4 năm 2009 tại Thành phố Hồ Chí Minh, hưởng thọ 100 tuổi.

## Tác phẩm
- Bông cúc vàng
- Một kiếp hoa
- Anh hùng ca